# Ramazan Köse
Ramazan Köse (sinh ngày 12 tháng 5 năm 1988 ở Ankara, Thổ Nhĩ Kỳ) là một cầu thủ bóng đá Thổ Nhĩ Kỳ, hiện tại thi đấu ở vị trí thủ môn cho Kasımpaşa tại Turkcell Super League.